# László Gyetvai
László Gyetvai (Zólyom, 11 de diciembre de 1918 - Budapest, 28 de agosto de 2013) fue un entrenador y jugador de fútbol profesional húngaro que jugaba en la demarcación de delantero.

## Biografía
László Gyetvai debutó como futbolista profesional en 1937 a los 19 años de edad con el Ferencvárosi TC. Previamente jugó en las filas del juvenil del propio club. Jugó un total de once temporadas en el equipo, con el que marcó 66 goles en 161 partidos jugados. Además ganó la Nemzeti Bajnokság I en tres ocasiones, la Copa de Hungría en otras tres ocasiones, y la Copa Mitropa en 1937.
En 1956 fue elegido para entrenar al VM Egyetértés, equipo al que entrenó durante tres temporadas.
László Gyetvai falleció el 28 de agosto de 2013 en Budapest a los 94 años de edad.

## Selección nacional
László Gyetvai fue convocado por primera vez para la selección de fútbol de Hungría en 1938, jugando un total de 17 partidos y habiendo marcado tres goles. 

## Clubes

### Como futbolista
| Club            | País    | Año         | Partidos | Goles |
| --------------- | ------- | ----------- | -------- | ----- |
| Ferencvárosi TC | Hungría | 1937 - 1948 | 161      | 66    |

### Como entrenador
| Club          | País    | Año         |
| ------------- | ------- | ----------- |
| VM Egyetértés | Hungría | 1956 - 1959 |

## Palmarés
- Nemzeti Bajnokság I (3): 1938, 1940 y 1941
- Copa de Hungría (3): 1942, 1943 y 1944
- Copa Mitropa: 1937